# 阮青松
阮青松（越南语：／，1992年10月22日—），越南男子武術運動員。

## 簡歷
2010年11月，阮青松代表越南出戰廣州亞運會，參加武術比賽，奪得男子太极拳太极剑全能銀牌。